# Marché-concours de Saignelégier

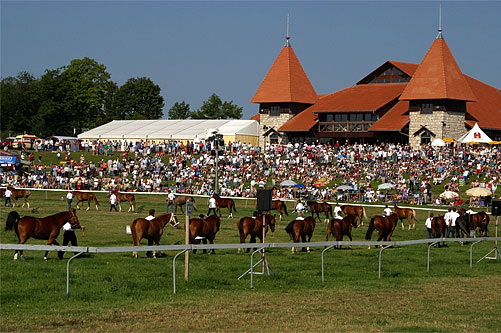
Marché-concours de 2004

Le marché-concours de chevaux de Saignelégier, dans le canton du Jura en Suisse, est une des principales manifestations chevalines suisses.
La manifestation se tient de manière annuelle, le 2e week-end du mois d'août à Saignelégier. 

## Histoire
Le marché-concours fut fondé en 1897 afin de promouvoir la race chevaline régionale. En effet, le cheval des Franches-Montagnes était souvent écarté par l'armée suisse (pour ses régiments de dragons) au profit de races demi-sang. De plus, le croisement excessif et l'importation massive de chevaux mettaient en péril les races régionales.
Actuellement, la manifestation accueille entre 40 000 et 50 000 visiteurs (la 105e édition de 2007 a accueilli près de 55 000 visiteurs répartis sur tout le week-end). La grande majorité vient pour assister aux courses de chevaux.